# 小垂头菊
小垂头菊（学名：Cremanthodium nanum）是菊科垂头菊属的植物。分布于尼泊尔、克什米尔地区、喜马拉雅、锡金以及中国大陆的西藏、甘肃、云南、青海等地，生长于海拔4,500米至5,400米的地区，常生长在高山流石滩，目前尚未由人工引种栽培。

## 异名
- Cicerbita nanum (Decne.) W. W. Smith